# Ensign Racing Team
Ensign Racing Team, ou apenas Ensign, foi uma construtora de Fórmula 1 da Grã-Bretanha que participou de 133 GPs, competindo com um total de 155 carros.
Entre 1973 e 1982, marcou 19 pontos em campeonatos e nunca chegou ao pódio (incluem-se aí os 5 pontos marcados por Patrick Tambay em 1977, pilotando um carro da Theodore com chassi Ensign). O melhor resultado da construtora foi um quarto lugar no GP do Brasil de 1981, obtido pelo suíço Marc Surer. 
O time fundado por Morris Nunn (falecido em 2018) também carregou funções do design durante as primeiras duas temporadas de existência do time. Nunn se tornaria marcante mais tarde como engenheiro-chefe na CART, ganhando competições com os pilotos Alessandro Zanardi e Juan Pablo Montoya na segunda metade dos anos 90. A Ensign foi também a primeira equipe do futuro tricampeão da F1 Nelson Piquet na temporada de 1978.
Chris Amon, Jacky Ickx e Clay Regazzoni, já em final de carreira, também guiaram pela Ensign, mas não renderam o esperado durante suas passagens pela equipe; Regazzoni, inclusive, encerraria sua trajetória na F-1 pela mesma Ensign, após grave acidente no GP do Leste dos EUA, em 1980.